# Asuki Oishi
Asuki Oishi (大石 明日希 Oishi Asuki?, nacido el 14 de diciembre de 1991 en Shizuoka) es un exfutbolista japonés. Jugaba de centrocampista y su único club fue el Zweigen Kanazawa de Japón.

## Trayectoria

### Clubes
| Club             | País  | Año         |
| ---------------- | ----- | ----------- |
| Zweigen Kanazawa | Japón | 2013 - 2015 |

## Estadística de carrera

### J. League
| Club             | Año   | J. League | J. League | Copa J. League | Copa J. League | Total | Total |
| Club             | Año   | Part.     | Goles     | Part.          | Goles          | Part. | Goles |
| ---------------- | ----- | --------- | --------- | -------------- | -------------- | ----- | ----- |
| Zweigen Kanazawa | 2014  | 6         | 0         | -              | -              | 6     | 0     |
| Zweigen Kanazawa | 2015  | 0         | 0         | -              | -              | 0     | 0     |
| Total            | Total | 6         | 0         | 0              | 0              | 6     | 0     |

## Palmarés

### Títulos nacionales
| Título    | Club             | País  | Año  |
| --------- | ---------------- | ----- | ---- |
| J3 League | Zweigen Kanazawa | Japón | 2014 |